# Six mélodies
Les Six mélodies sont un cycle de mélodies composées par Augusta Holmès vers la fin du XIXe siècle.

## Composition
La compositrice écrit son cycle de mélodies sur des poèmes écrits par elle-même, mais aussi par Henri Cazalis et Louis de Lyvron. Le cycle a été édité aux éditions Gustave Flaxland.

## Structure
L'œuvre se compose de six mélodies :
1. Invocation
2. La Sirène
3. Chant du cavalier
4. Le Pays des rêves
5. Nox silencieux
6. Nox amor

La Sirène a été écrit par Henri Cazalis, tandis que le Chant du cavalier a été écrit par Louis de Lyvron. Le Pays des rêves est la seule mélodie à deux voix.